# Dekalog IV
Dekalog IV (Dekalog, cztery) – polski telewizyjny film psychologiczny z 1988 roku w reżyserii Krzysztofa Kieślowskiego, zrealizowany według scenariusza napisanego przezeń wraz z Krzysztofem Piesiewiczem. Jest to nominalnie czwarta część cyklu filmów Dekalog, reinterpretująca czwarte przykazanie Dekalogu: „Czcij ojca swego i matkę swoją”, w realiach warszawskiego Ursynowa lat 80. XX wieku.
Opowieść skupia się na obserwacji skomplikowanych relacji dorastającej dziewczyny Anki (Adrianna Biedrzyńska) z jej ojcem Michałem (Janusz Gajos). Kiedy okazuje się, że prawdopodobnie Michał nie jest jej biologicznym ojcem, między bohaterami rozpoczyna się subtelna gra, prowadząca do określenia uczuć, które ich łączą. Dekalog IV pobudzał krytyków do stawiania pytań o umowność więzów rodzinnych oraz konieczność ich podtrzymywania – choćby w nadwątlonym stanie.

## Opis fabuły
Dwudziestoletnia Anka, studentka warszawskiej Akademii Teatralnej, odwozi ojca na lotnisko. W czasie jego nieobecności znajduje kopertę, opatrzoną napisem „Otworzyć po mojej śmierci”. Wbrew zaleceniu dziewczyna przecina ją, a w środku znajduje drugą, z listem, który – jak się okazuje – zostawiła jej matka, zmarła pięć dni po porodzie Anki. Przeglądając rodzinne pamiątki, natrafia na zdjęcie matki, na którym jest z innymi mężczyznami. Domyśla się, że Michał może nie być jej biologicznym ojcem. Nie otwiera jednak listu, ale – naśladując charakter pisma matki – pisze własny, zaadresowany do siebie samej, w którym ujawnia rzekomą rodzinną tajemnicę .
Gdy ojciec wraca z podróży, Anka mówi mu o znalezionej kopercie i cytuje fragment podrobionego przez siebie listu, z którego wynika, że nie jest jego córką. Zarzuca Michałowi oszustwo i świadome zatajenie prawdy. Rodzinna więź, łącząca dotychczas parę bohaterów, zostaje przecięta. W nowej sytuacji dojrzały, samotny mężczyzna i młoda dziewczyna starają się dociec, co naprawdę do siebie czują. Anka próbuje nawet uwieść Michała, a w wyniku niepowodzenia – stara się namówić swojego chłopaka do małżeństwa .
Pewnego ranka Anka budzi się nagle, podbiega do okna i widzi Michała odchodzącego w kierunku przystanku autobusowego. Myśląc, że ten wyprowadza się z domu, zbiega na dół, zatrzymuje go i przyznaje się do swego oszustwa. Deklaruje przy tym, że nawet nie otworzyła koperty, którą znalazła. W ostatniej scenie filmu Michał i Anka palą list od matki, nie przeczytawszy go .

## Obsada
- Adrianna Biedrzyńska – Anka

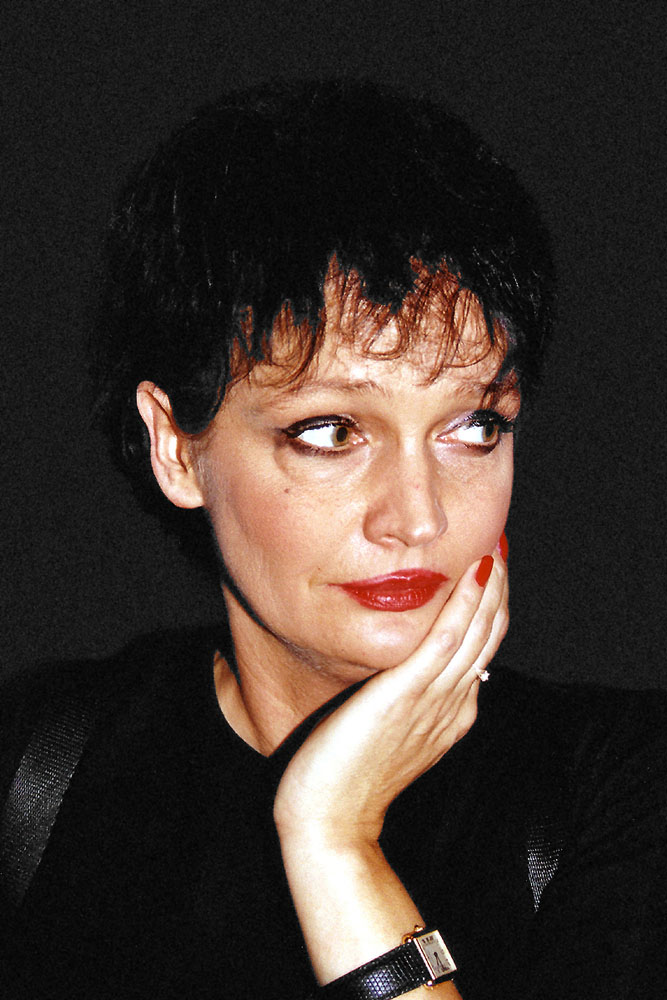
Adrianna Biedrzyńska (2004)

- Janusz Gajos – Michał, ojciec Anki
- Artur Barciś – kajakarz
- Adam Hanuszkiewicz – profesor w Akademii Teatralnej
- Andrzej Blumenfeld – Adam, przyjaciel Michała
- Tomasz Kozłowicz – Jarek, chłopak Anki
- Elżbieta Kilarska – matka Jarka
- Helena Norowicz – okulistka
- Aleksander Bardini – ordynator
- Jan Tesarz – taksówkarz.

## Produkcja
Dekalog IV jest nominalnie czwartą częścią cyklu filmów telewizyjnych Dekalog, nakręconych przez Krzysztofa Kieślowskiego według scenariusza napisanego przezeń wraz z adwokatem Krzysztofem Piesiewiczem. W pierwotnej wersji scenariusza, którą Piesiewicz obmyślił z Kieślowskim, biologiczny ojciec Anki miał zginąć w katastrofie lotniczej, lecz ostateczny zwrot fabularny miał polegać na powrocie tegoż w wyniku zmiany lotu jeszcze przed katastrofą. Tak obmyślony scenariusz jednak Piesiewicz i Kieślowski ostatecznie odrzucili, pozostawiając jedynie motyw tajemniczej koperty. Ów motyw miał podłoże autobiograficzne; Piesiewicz jeszcze za młodu przeżył traumę, gdy odnalazł w bibliotece rodziców kopertę z napisem „Otworzyć po mojej śmierci”, którą okazał się testament. Po latach w wywiadzie z Mikołajem Jazdonem Piesiewicz przyznawał: „Gdybyśmy dzisiaj pisali ten scenariusz, gdybym miał napisać jakąś nową jego wersję, skupiłbym się na pytaniu: czy wolno czytać cudze listy?”
Główną rolę Anki Kieślowski powierzył Adriannie Biedrzyńskiej, zaś rolę Michała odegrał Janusz Gajos. Za zdjęcia do filmu odpowiadał operator Krzysztof Pakulski. Telewizyjna premiera Dekalogu IV w Polsce odbyła się 25 maja 1990 roku.

## Odbiór
Françoise Aude, a za nią także Grażyna Stachówna, odbierały napięcie pomiędzy Anką a Michałem jako przejaw „pokusy kazirodczej”, ostatecznie przezwyciężonej przez bohaterów . Dominika Dobosz twierdziła, że pod tym względem „Symboliczne spalenie koperty jest przełomem. Ten, z pozoru nic nie znaczący akt, pociąga za sobą olbrzymie konsekwencje. Prowadzi bowiem do zerwania z przeszłością, prawda ukryta w kopercie zostaje zniszczona na zawsze. Wątpliwa przeszłość zostaje spalona do zera”. Ruth Perlmutter dowodziła, że końcowa decyzja obojga bohaterów daje im „szansę na znalezienie równowagi między biologicznym pytaniem bez odpowiedzi a wspólną emocjonalną historią ojca i córki”. Dwukrotne pojawienie się tajemniczego mężczyzny kreowanego przez Artura Barcisia najpierw pobudza Ankę do przemyślenia własnej relacji z Michałem, a następnie utwierdza ją w konieczności zachowania status quo.